# 장크트안드레뵈르데른
장크트안드레뵈르데른(독일어: Sankt Andrä-Wördern)은 오스트리아 니더외스터라이히주에 위치한 지역이다. 인구는 2016년 기준으로 7,813명이다.

## 인구
| 연도 | 인구  | ±%     |
| ---- | ----- | ------ |
| 1971 | 4,675 | —      |
| 1981 | 4,750 | +1.6%  |
| 1991 | 5,404 | +13.8% |
| 2001 | 6,436 | +19.1% |

| 연도   | 총인구  |  |
| ------ | ------- |  |
| 1971년 | 4,675명 |  |
| 1981년 | 4,750명 |  |
| 1991년 | 5,404명 |  |
| 2001년 | 6,436명 |  |
| 2011년 | 7,480명 |  |

## 출신 인물

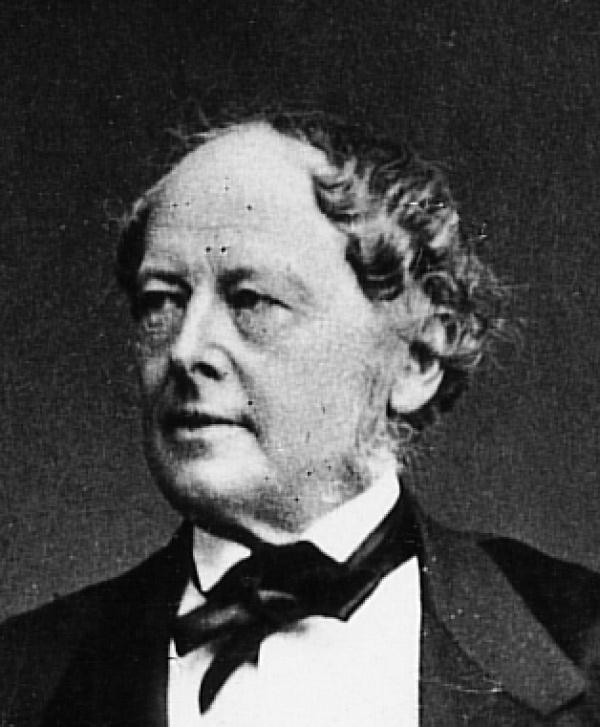
오스트리아 제국의 총리 프리드리히 폰 보이스트
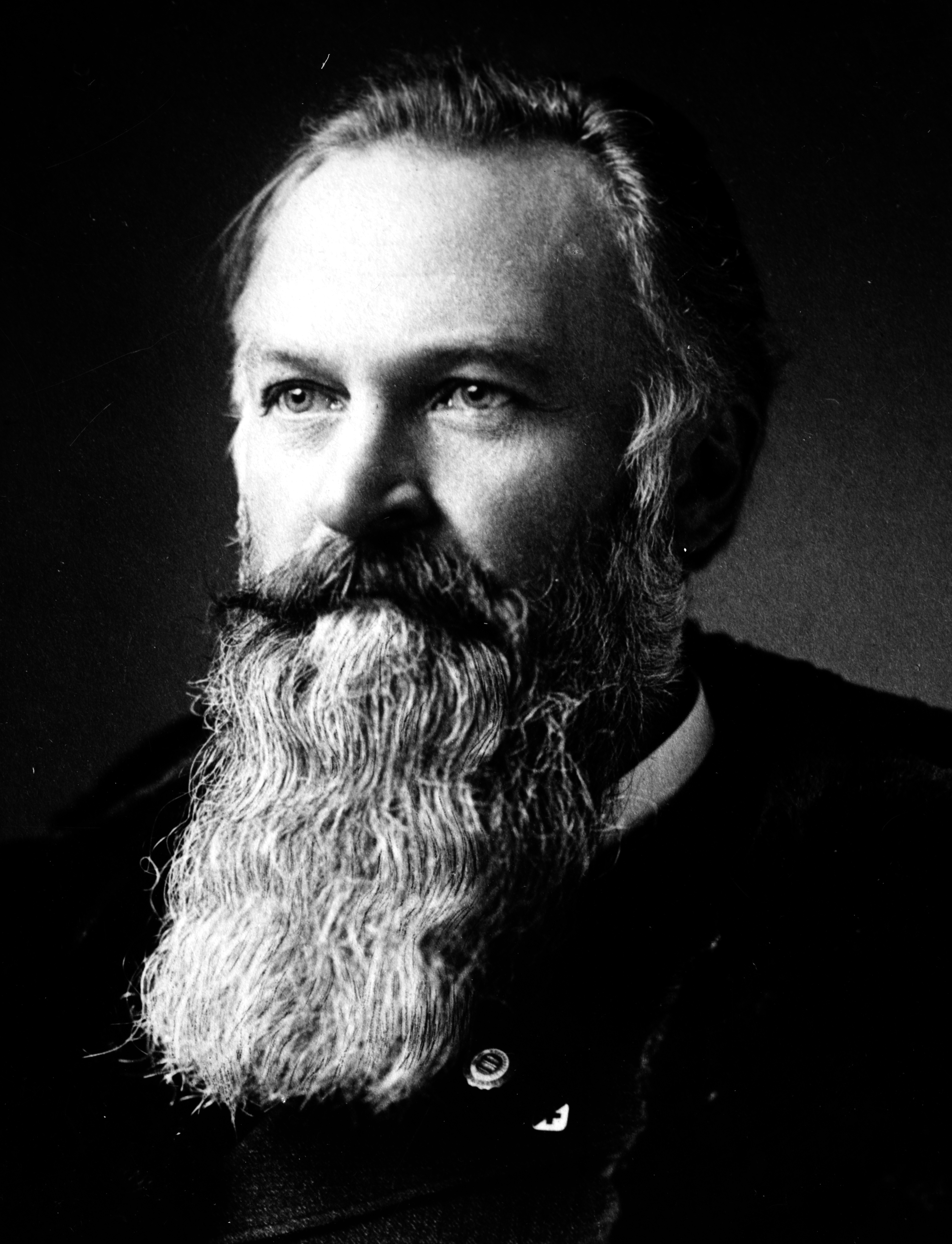
오스트리아의 정형외과학자 아돌프 로렌츠
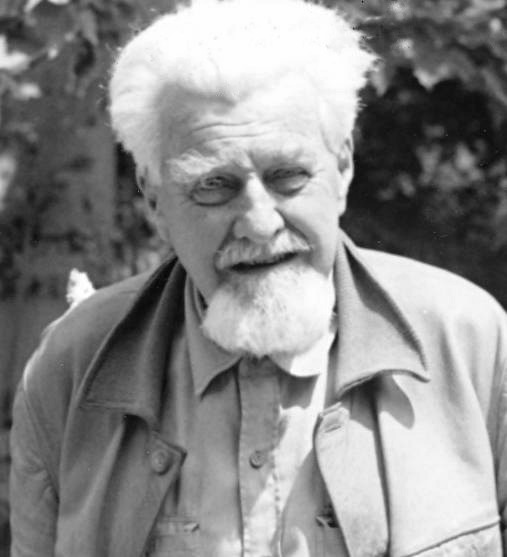
오스트리아의 자연학자 콘라트 로렌츠
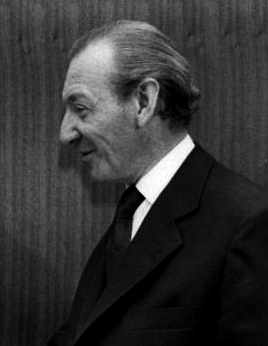
유엔 사무총장 쿠르트 발트하임

## 사진

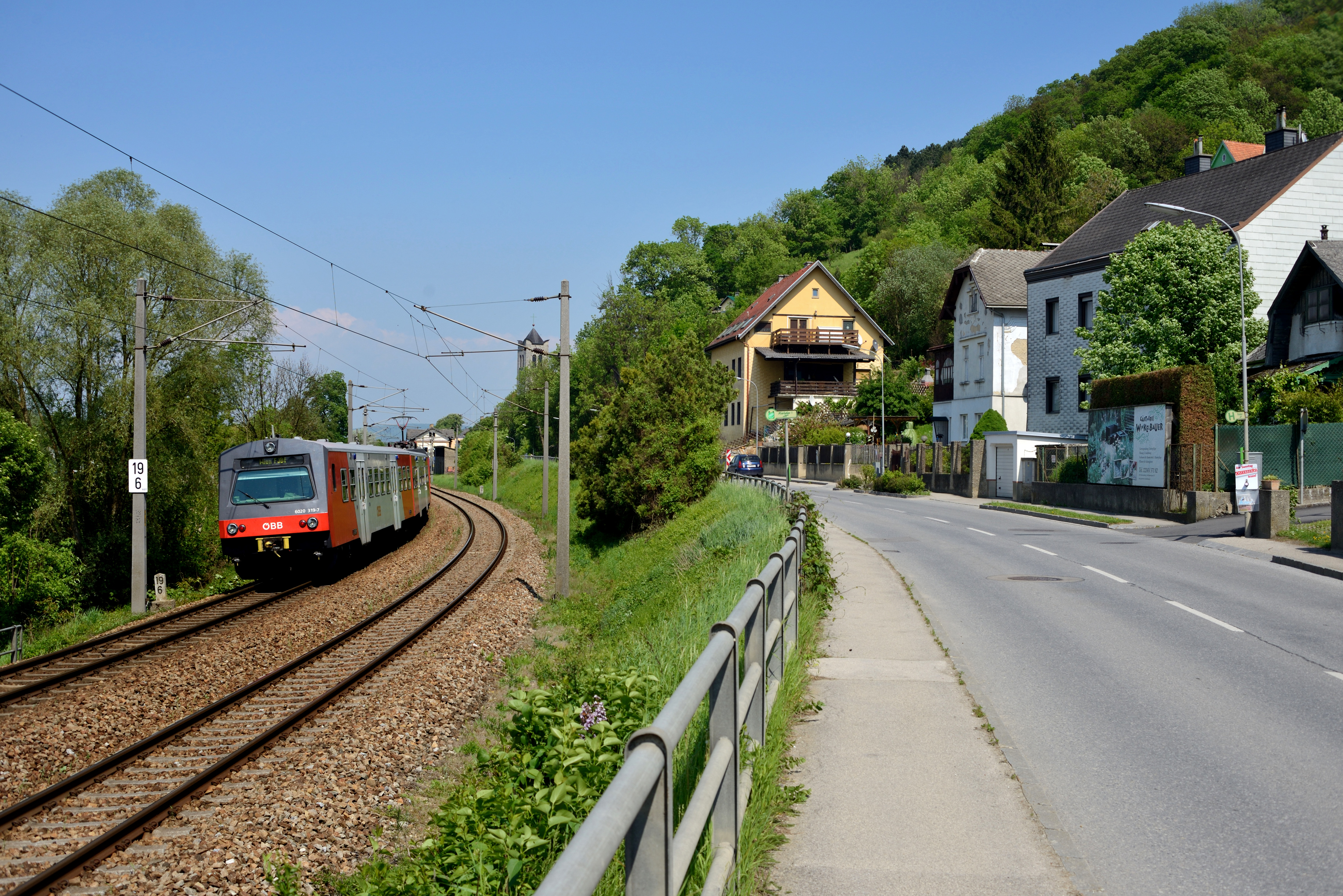
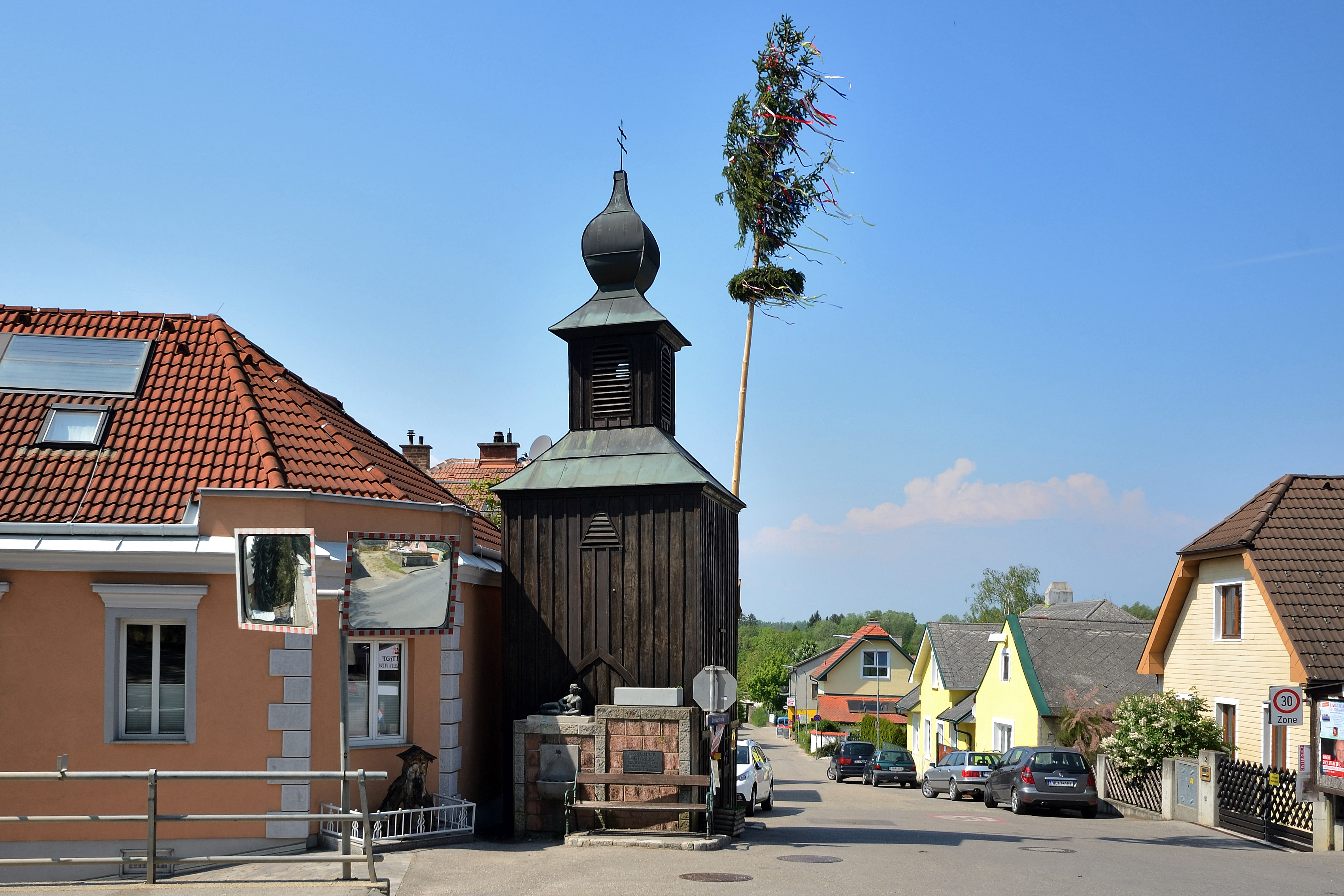
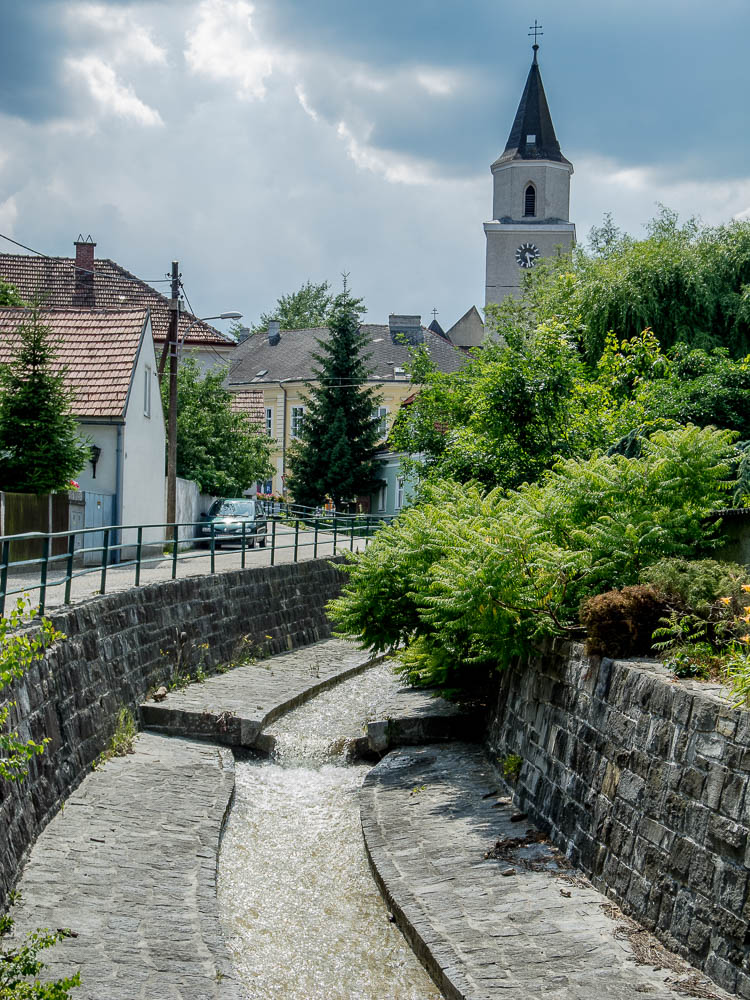
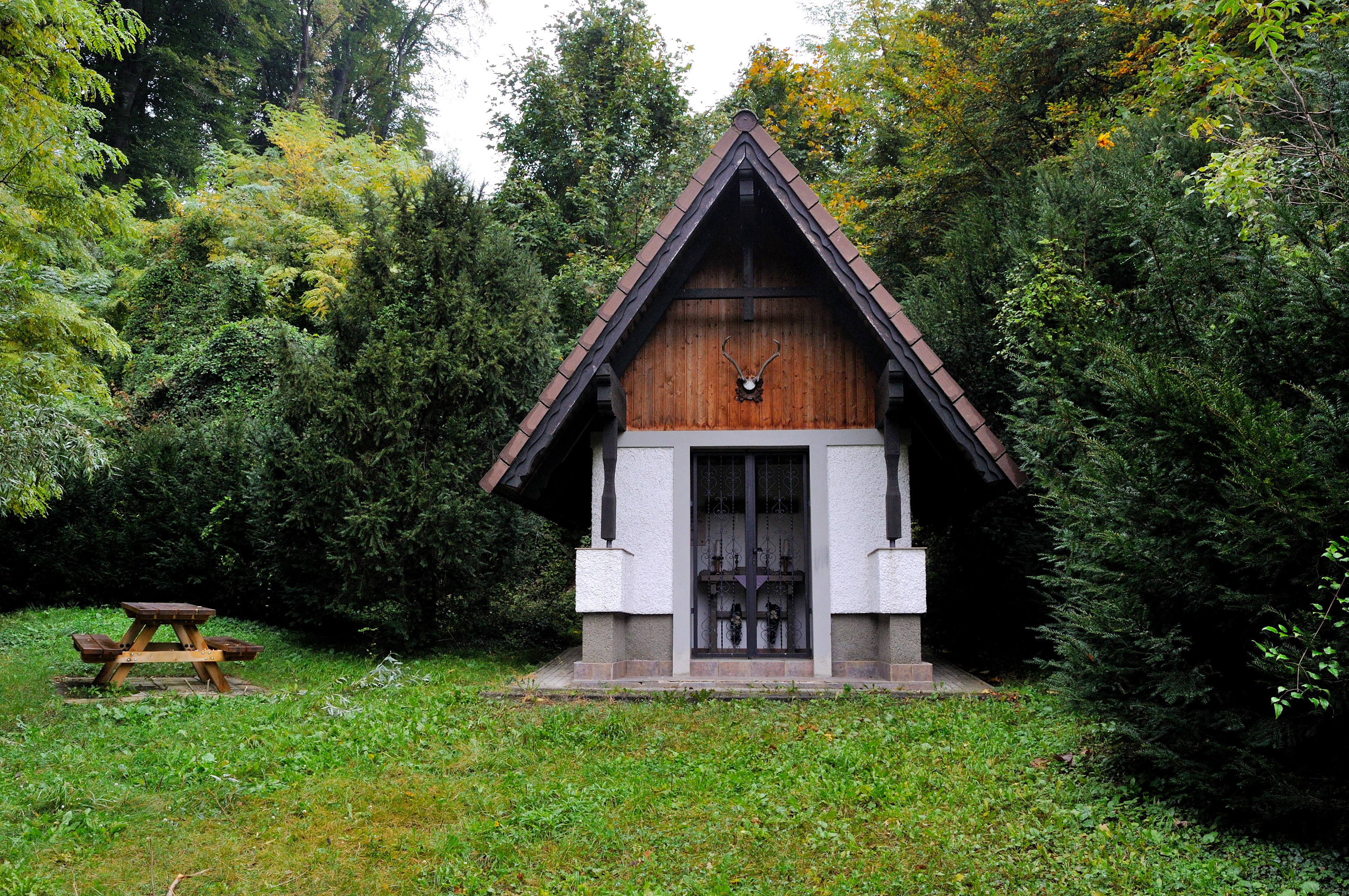
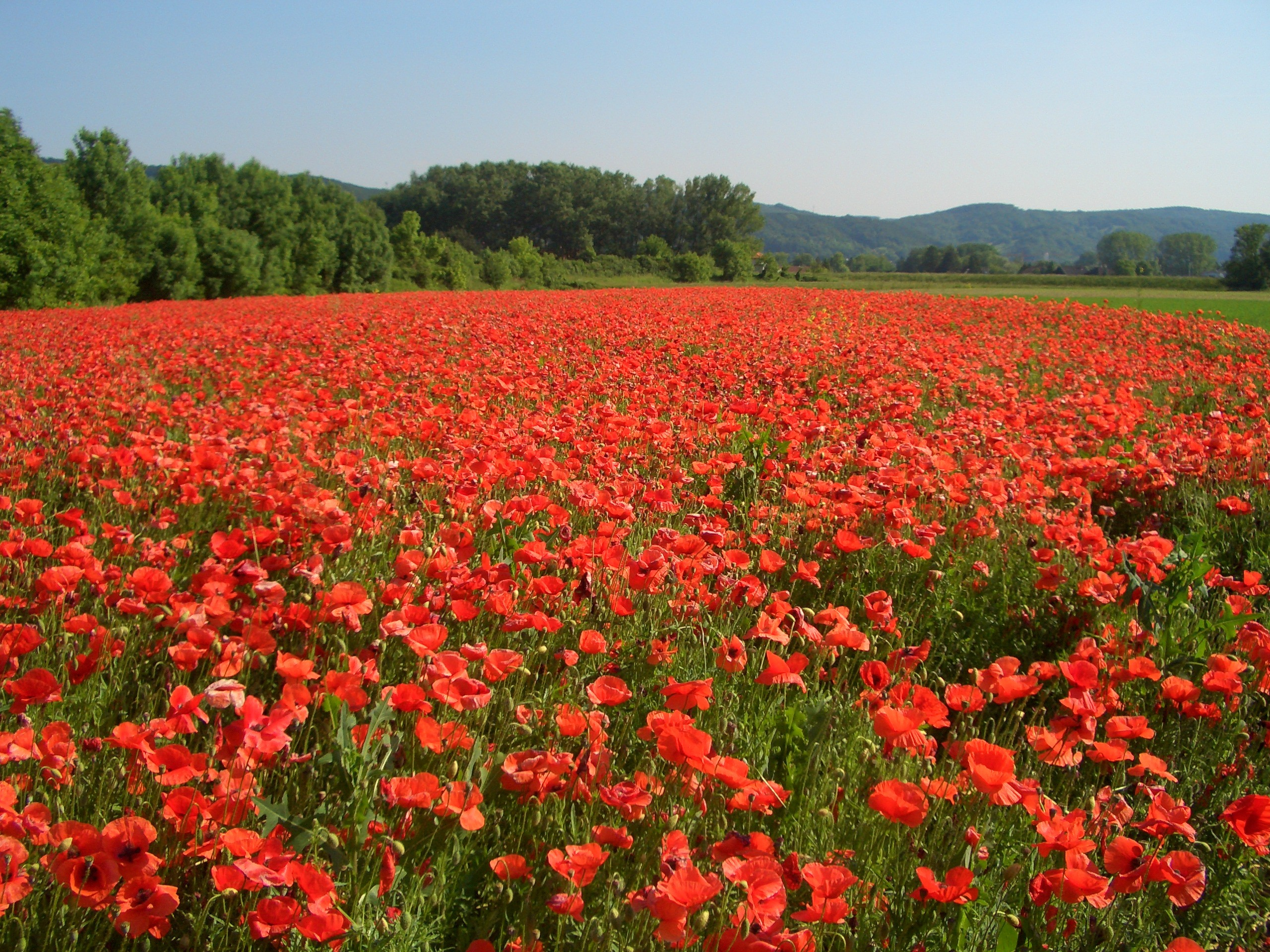
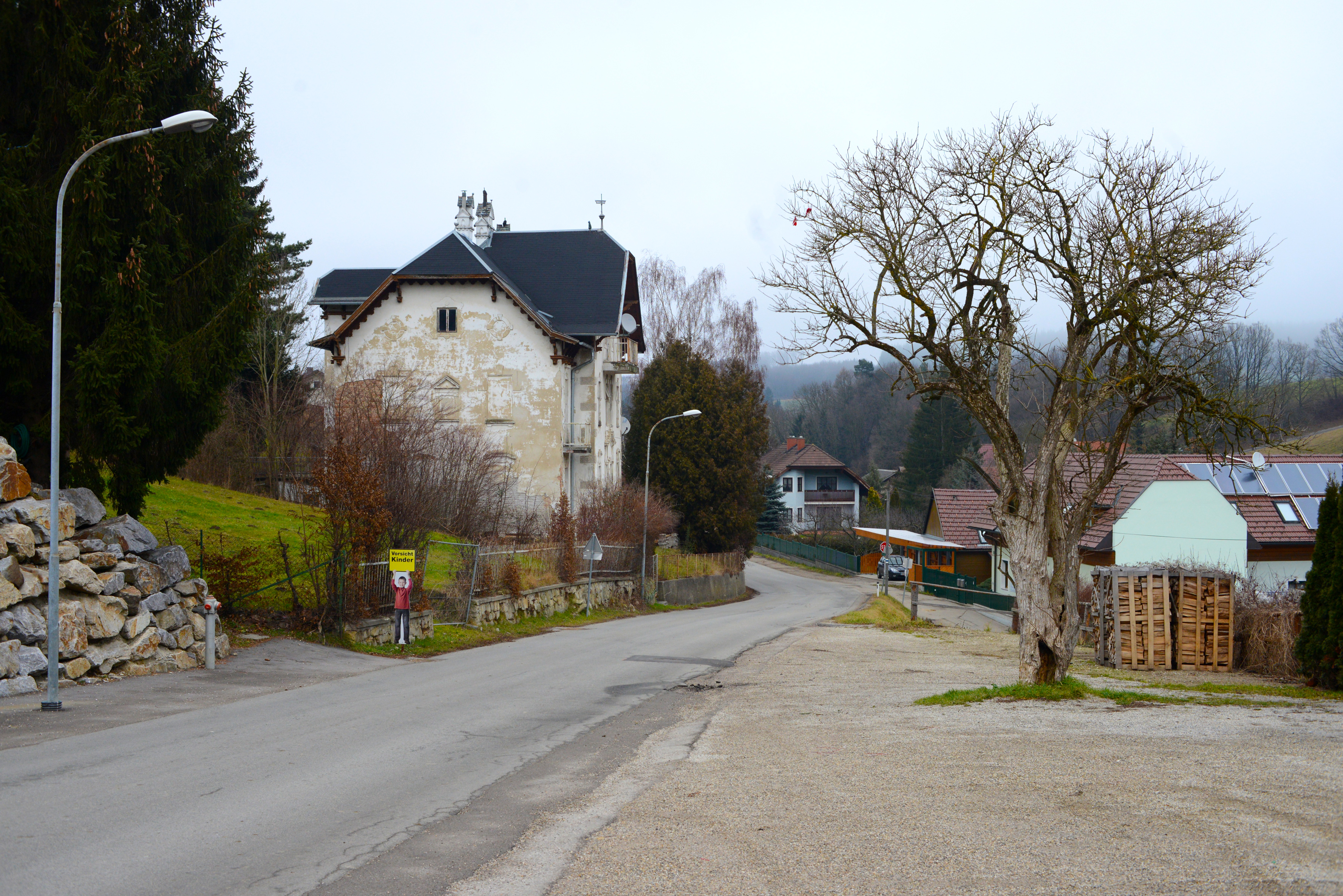